# Latifrons picta
Latifrons picta Kulczyński, 1911 è un ragno appartenente alla famiglia Thomisidae.
È l'unica specie nota del genere Latifrons.

## Distribuzione
L'unica specie oggi nota di questo genere è stata rinvenuta in Nuova Guinea

## Tassonomia
Dal 1911 non sono stati esaminati altri esemplari, né sono state descritte sottospecie al 2014.